# آندری وایدا

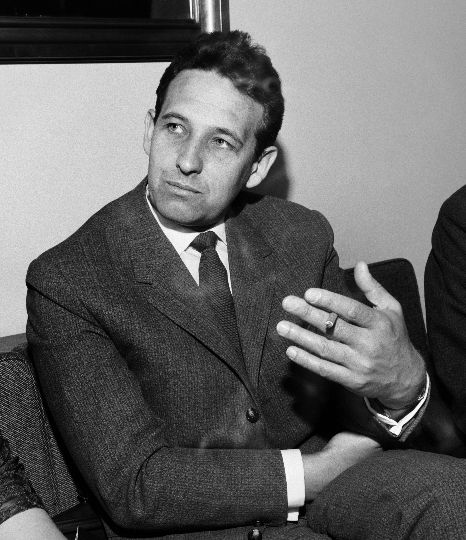
وایدا در سال ۱۹۶۳

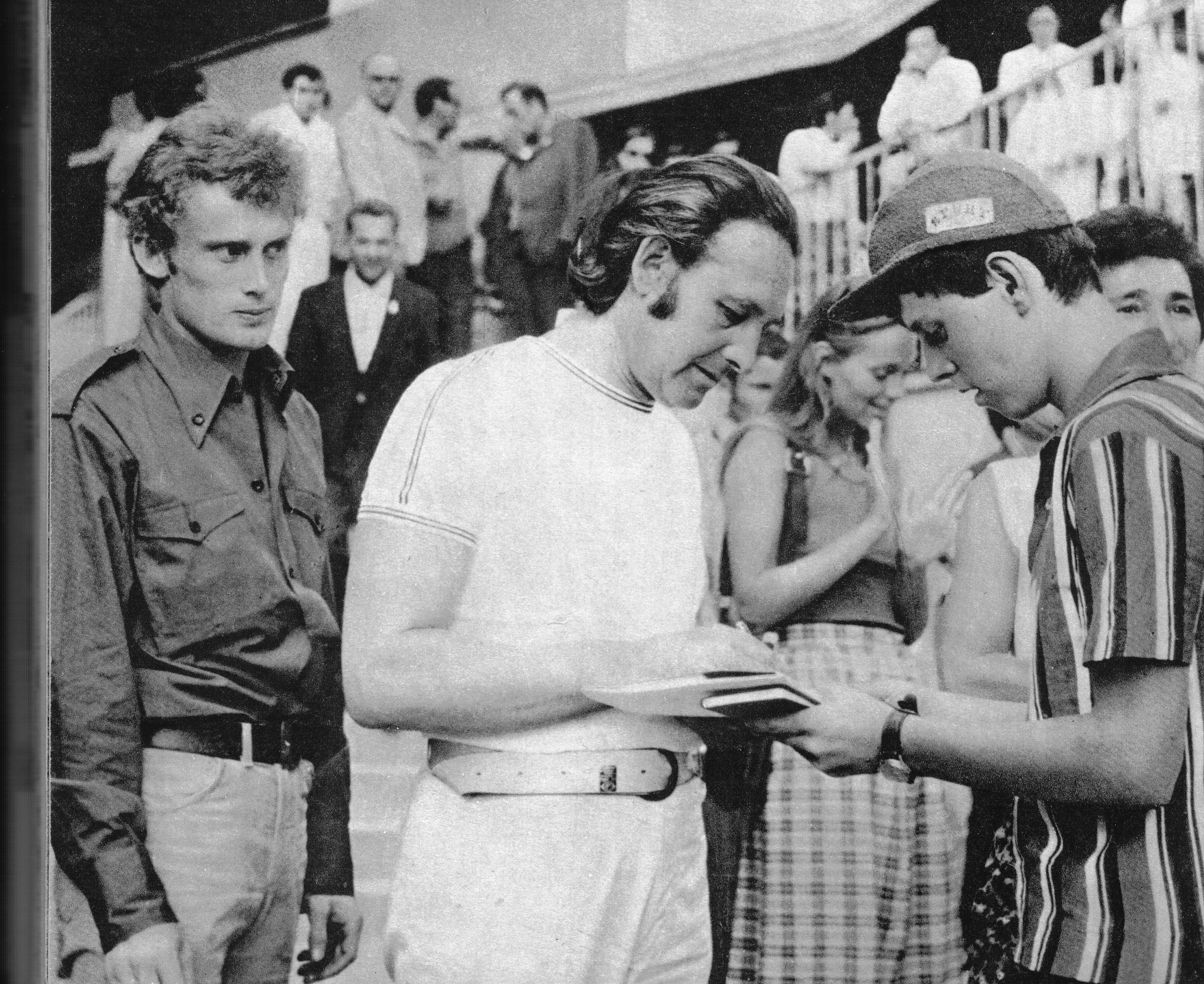
وایدا (با لباس سفید در وسط) و دانیل اولبریخسکی (سمت چپ، پشتِ سرِ وایدا)

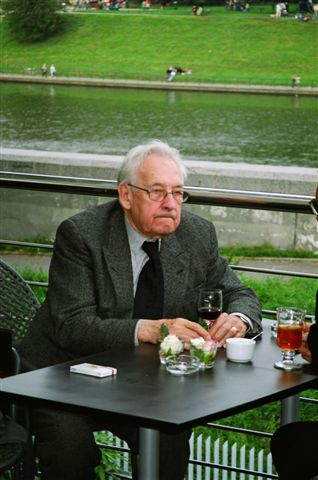
وایدا در سال ۲۰۰۴

آندری ویتولد وایدا (لهستانی: Andrzej Witold Wajda؛ ‏ تلفظ لهستانی: [ˈandʐɛj ˈvajda]؛ با تلفظِ صحیحِ آندژِی وایدا؛ زاده ۶ مارس ۱۹۲۶ در سوواوکی، لهستان – درگذشته ۹ اکتبر ۲۰۱۶)، کارگردان سینما و تئاتر لهستانی بود. وی احتمالاً برجسته‌ترین عضو مکتب فیلم‌سازی لهستان (که در خلال سال‌های ۱۹۵۵ تا ۱۹۶۳ در جریان بود و اعتبار ویژه‌ای برای سینمای اروپای مرکزی به ارمغان آورد) به‌شمار می‌آید. شهرت وایدا بیشتر به‌خاطر سه‌گانهٔ جنگ اوست که در دههٔ ۵۰ میلادی ساخت: فیلم‌های یک نسل، کانال و خاکستر و الماس.
وایدا در سال ۱۹۹۹ جایزه اسکار افتخاری را برای «پنج دهه کارگردانی درخشان» دریافت کرد. چهار مورد از فیلم‌های وی یعنی سرزمین موعود (۱۹۷۵)، (۱۹۷۵) دوشیزگان ویلکو (۱۹۷۹)، مرد آهنین (۱۹۸۱) (۱۹۸۱) و کاتین (۲۰۰۷) نامزد بهترین فیلم خارجی مراسم اسکار شده‌اند. وایدا در سال ۱۹۴۰ به عضویت حزب کارگران متحد لهستان در کراکو درآمد.

## زندگی و آثار

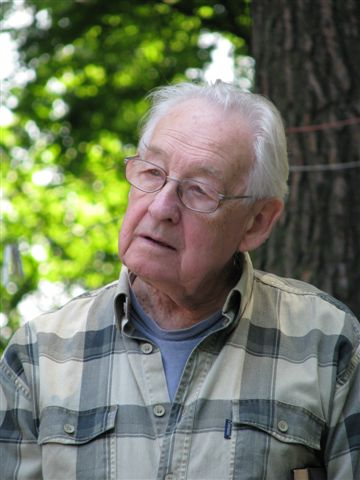
آندری وایدا (1926-2016)، کارگردان فیلم لهستانی

وایدا در شهر سوواوکی لهستان به دنیا آمد. مادرش آنیلا معلم مدرسه و پدرش یاکوب افسر سواره‌نظام ارتش بود. آندری ۱۳ ساله بود که پدر به جنگ رفت. او بیشتر عمرش را به همراه مادرش با این امید گذراند که شاید پدرش از جنگ زنده بازگردد. اما نام پدر «وایدا» در هیچ‌یک از فهرست‌های رسمی سربازان لهستانی کشته شده در جنگ اعلام نشده بود و حقیقت دربارهٔ او سال‌ها بعد آشکار شد. «کاپیتان وایدا» در زندانی واقع در غرب اتحاد جماهیر شوروی سابق توسط پلیس مخفی شوروی تیرباران شده بود. این فاجعه در حالی روی داده بود که «آندره» و حدود ۲۲ هزار لهستانی دیگر امیدوارانه انتظار بازگشت عزیزانشان را می‌کشیدند. گفته می‌شود ادای دین به پدر یکی از انگیزه‌های وایدا برای ساخت فیلم کاتین (۲۰۰۷) بوده‌است. آندره وایدا در سال ۱۹۴۲ به جنبش مقاومت لهستان پیوست. بعد از جنگ مدتی را به تحصیل نقاشی در مدرسه هنرهای زیبای کراکوف گذراند و سپس وارد مدرسه فیلم‌سازی ووچ (Łódź) شد. کریشتوف کیشلوفسکی و رومن پولانسکی دو تن دیگر از دانش‌آموختگان مشهور این دانشگاه هستند.
پس از این‌که مدتی دستیار الکساندر فورد فیلم‌ساز معروف لهستانی (درگذشته سال ۱۹۸۰) بود فرصت این را یافت که فیلم‌های خودش را کارگردانی کند. فیلم یک نسل (۱۹۵۵) از جمله اولین فیلم‌های او است. وایدا هم‌زمان با کار فیلم‌سازی کارش را به عنوان کارگردان تئاتر شروع کرد و نمایش‌هایی مثل یک مشت باران (۱۹۵۹)، هملت (۱۹۶۰) و الاکلنگ دو نفره (۱۹۶۳) را به روی صحنه برد که همگی اقتباس‌هایی از نمایش‌ها و فیلم‌های مشهوری بودند. دو فیلم بعدی او - که امتدادی از جانمایه ضدجنگ فیلم کانال بودند - یعنی کانال (۱۹۵۶) (برنده جایزه ویژه هیئت داوران جشنواره کن سال ۱۹۵۷، به صورت مشترک با فیلم مهر هفتم برگمان) و خاکسترها و الماس‌ها (۱۹۵۷) بسیار موفق بودند.
دهه هفتاد میلادی پربارترین دوره آفرینش هنری وایدا به‌شمار می‌آید. او در این دهه ده فیلم ساخت: چشم‌انداز بعد از نبرد (۱۹۷۰)، چوب غوشه (۱۹۷۰)، پیلاتس و دیگران (۱۹۷۱)، عروسی (۱۹۷۲)، سرزمین موعود (۱۹۷۴)، مرد مرمرین (۱۹۷۴)، خط سایه (۱۹۷۶)، شکنجه (عنوان دیگر: بدون آنستازیا)(۱۹۷۸)، دوشیزگان ویلکو (۱۹۸۰)، رهبر ارکستر (۱۹۸۰)،
تعهد وایدا به جنبش رو به رشد اتحادیه همبستگی سولیدارنوشچ در فیلم مشهور مرد آهنین (۱۹۸۱) تبلور یافته‌است. این فیلم که در آن لخ‌والسا - رهبر جنش همبستگی و رئیس‌جمهور آینده لهستان - در آن در نقش خودش بازی می‌کند، ادامه فیلم مرد مرمرین (۱۹۷۴) است. این دو فیلم بر اساس اقتباس تقریبی از زندگی آنا والنتینویچ، ستاره سابق کارگران سوسیالیست که نهایتاً به یکی از مبارزان حقوق کارگران و از موسسات جنبش همبستگی تبدیل شد، ساخته شده‌اند.

## تحلیل فعالیت‌ها
وایدا بعد از جنگ جهانی دوم یکی از چهره‌های سرشناس سینمای اروپای مرکزی بوده‌است. او دین خود را نسبت به توسعهٔ سیاسی و اجتماعی لهستان با دیدی حساس و روایتی تثبیت شده ادا کرده‌است.
در آثار وایدا تاریخ معاصر لهستان جایگاه ویژه‌ای دارد. لحن تراژیک روایتش با تکیه بر ترکیب سینمای داستانی و مستند، فیلم‌هایش را به آثاری برای بازگویی و واکاوی بخشی از تاریخ کشورش بدل کند. شاید به همین خاطر بود که به هنگام ساخت فیلم مرد مرمرین در سال ۱۹۸۰ بازیگرانش را واداشت تا به میانه جمعیت در تظاهرات بندر گدانسک بروند تا بتواند تصاویری مستند را از شکل‌گیری جنبش همبستگی کارگری لهستان در فیلمش ثبت کند.

در مورد فیلم کاتین وایدا معتقد است:
«کاتین فیلمی ویژه در مسیر حرفه‌ای من به عنوان کارگردان است. من هرگز فکر نمی‌کردم این قدر زنده بمانم که سقوط اتحاد جماهیر شوروی را شاهد باشم یا ببینم که لهستان آزاد به من این فرصت را می‌دهد که جنایت‌ها و دروغ‌های کاتین را روی پرده نمایش بدهم»
در فیلم‌های او آدم‌ها و روابطشان بر بستری از احساسات تند و عاطفه شکل می‌گیرد. روابط اجتماعی همیشه با شرایط تاریخی در هم تنیده‌است. نوگراییش عامدانه با فرمالیسم مرزبندی دارد و چه بسا دیدگاه و سبک «رسمی» را بازتاب می‌دهد.

## زندگی شخصی

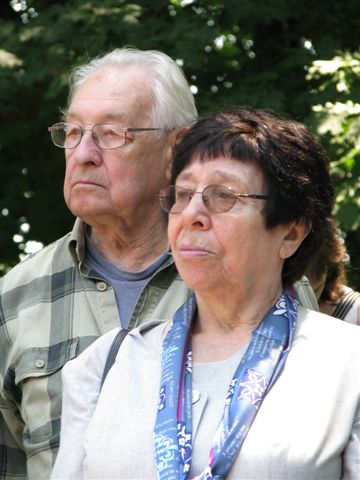
وایدا در کنار یوآنا اولچاک-رونیکر

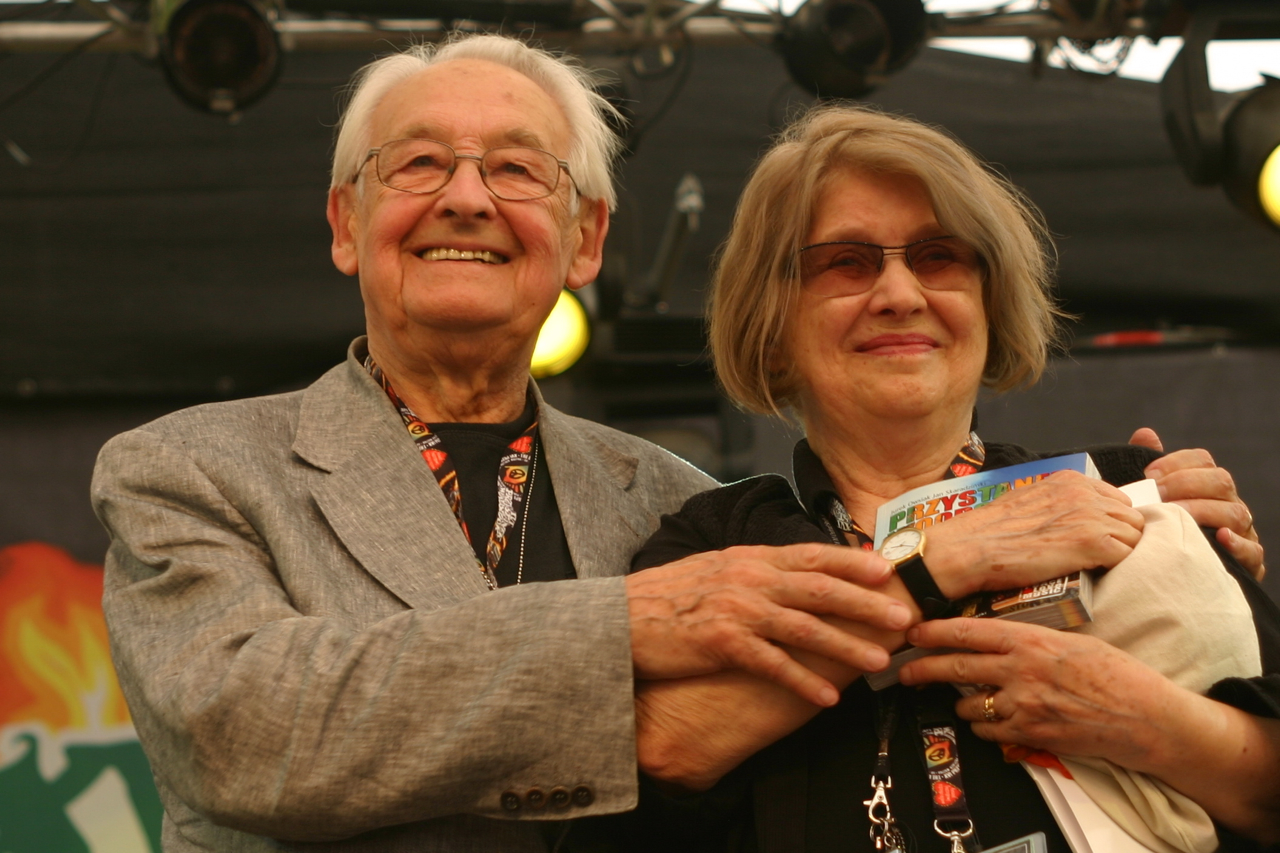
وایدا در کنار کریستینا

وایدا تا کنون چهار بار ازدواج کرده‌است. همسر سومش بئاتا تیشکیه‌ویچ بازیگر معروف لهستانی بود که حاصل این ازدواج دختری به نام کارولینا است. همسر آخر وی طراح لباس و بازیگری به نام کریستینا زاخفاتوویچ است.

## فیلم‌شناسی

### سینما
- یک پسر بد (۱۹۵۱)
- سرامیک در ایئوژا (۱۹۵۱)
- سه داستان (۱۹۵۳) - فیلم‌نامه‌نویس
- یک نسل (۱۹۵۴)
- به‌سوی خورشید (۱۹۵۵)
- کانال (۱۹۵۶)
- خاکستر و الماس (۱۹۵۸)
- لوتنا (۱۹۵۹)
- جادوگران بی‌گناه (۱۹۶۰)
- بانو مکبث سیبریایی (۱۹۶۱)
- سامسون (۱۹۶۱)
- عشق در بیست‌سالگی (۱۹۶۲)
- خاکستر (۱۹۶۵)
- همه‌چیز برای فروش (۱۹۶۸)
- پژِکوادانیـِـتس (۱۹۶۸)
- دروازه‌های بهشت (۱۹۶۸)
- شکار مگس‌ها (۱۹۶۹)
- چوب غوشه (۱۹۷۰)
- چشم‌انداز بعد از نبرد (۱۹۷۰)
- پیلاطس و دیگران (۱۹۷۲)
- عروسی (۱۹۷۳)
- سرزمین موعود (۱۹۷۴)
- کلاس مُرده (۱۹۷۶)
- مرز سایه (۱۹۷۶)
- مرد مرمرین (۱۹۷۷)
- شکنجه (۱۹۷۸)
- دعوت به بازدید (۱۹۷۸)
- آرامش خانه بر شما باد (۱۹۷۹)
- دوشیزگان ویلکو (۱۹۷۹)
- با گذشتِ روزها، از پسِ سال‌ها… (۱۹۸۰)
- رهبر ارکستر (۱۹۸۰)
- مرد آهنین (۱۹۸۱)
- دانتون (۱۹۸۳)
- عشقی در آلمان (۱۹۸۳)
- وقایع‌نگاری رخدادهایی عاشقانه (۱۹۸۵)
- فرانسوی‌ها از نگاه … (۱۹۸۸)
- جن‌زدگان (۱۹۸۸)
- کورچاک
- انگشتری با نشان عقاب تاج‌دار (۱۹۹۲)
- ناستازیا ‏(۱۹۹۴)
- هفته مقدس (۱۹۹۵)
- دوشیزه بی‌اهمیت(۱۹۹۶)
- پان تادئوش (۱۹۹۹)
- اعتبار و بدهی (۱۹۹۹)
- قضاوت درباره فراچیشکا کووسا (۲۰۰۰)
- درسی از سینمای لهستان (۲۰۰۲)
- انتقام (۲۰۰۲)
- همبستگی، همبستگی... (اپیزود: مرد امید ۲۰۰۵)
- کاتین (۲۰۰۷)
- تاتاراک (۲۰۰۹)
- اگر شور و شوقش را داری، دوربین را روشن کن! (۲۰۱۰)
- والسا: مرد امید (۲۰۱۳)
- پس‌تصویر (۲۰۱۶)

### تلویزیون
- سرزمین موعود (۱۹۷۸)
- با گذشت روزها، از پس سال‌ها… (۱۹۸۰)
- یادداشت‌های تاریخی من (۱۹۹۶)

## جوایز
فیلم مرد آهنین نخل طلای جشنواره کن سال ۱۹۸۱ را دریافت کرد. وایدا در سال ۲۰۰۰ به خاطر «پنج دهه کار خلاقه در سینما» یک اسکار افتخاری دریافت کرد. فیلم «دانتون» در سال ۱۹۸۳ جایزه سزار (جایزه ملی سینمای فرانسه) و جایزه بفتا (آکادمی هنرهای سینمایی بریتانیا) را از آن خود کرد.
وایدا در سال ۲۰۰۷ فیلم نیز برای فیلم سینمایی «کاتین» جایزه بفتا را از آن خود ساخت.
جشنواره برلین نیز در سال ۲۰۰۶ با اعطای خرس طلای افتخاری تقدیری از این کارگردان بلندآوازه به‌عمل آورد.